# Pierre Gervais
Pierre Gervais war ein französischer Segler.

## Erfolge
Pierre Gervais nahm an den Olympischen Spielen 1900 in Paris teil, wo er in drei Wettbewerben antrat. Mit seiner Yacht Baby gelang ihm in der gemeinsamen Wettfahrt zwar keine Zieleinfahrt, dafür sicherte er sich mit ihr in der Bootsklasse 0 bis 0,5 Tonnen zwei Medaillen. Die erste Wettfahrt schloss er auf dem ersten Platz ab und wurde damit Olympiasieger. In der zweiten Wettfahrt belegte er den dritten Platz.